# さばの姿ずし
さばの姿ずし（さばのすがたずし）は、高知県の郷土料理。背開きにして酢締めしたサバに酢飯を詰めた寿司である。

## 概要
高知県では、冠婚葬祭や神事の宴会で皿鉢料理が提供されるが、皿鉢料理の定番といえるのが、さばの姿ずしである。また、高知県土佐清水市沖は日本全国に知られるサバの漁場であり、身の締まった「清水サバ」が一年を通じて獲れる。
高知県では魚を姿のまま調理する料理が多く、さばの姿ずしも輪切りにして、酢飯の入った寿司の部分を中心に据えて、切り取った頭と尾の部分を盛り付けるのが正調とされる。
高知県では、寿司屋、魚屋、量販店、スーパーマーケットでも販売されている身近な惣菜でもある。

## 焼きさば寿司
宴席に皿鉢料理として提供されたさばの姿寿司が余った場合、どの家庭でも翌日にさばの姿寿司を七輪で焼いて食べていた。火で炙られたさばの姿寿司は旨みをまして美味しいという評判になり、居酒屋などでは最初から鯖を焼いて出すようになった。

## 京都の鯖寿司との違い
鯖寿司は京都府のものが知られるが、京都の鯖寿司は甘めな味付けをしており、高知県のさばの姿ずしは酢と塩をきかせているという違いがある。
味付けの違いには、使用されているサバの種類が関係している。京都府で使われるマサバは脂が多く、高知県でよく獲れるゴマサバはマサバほどこってりしていないという差が、味付けの違いにも現れている。